# Academia Oamenilor de Știință din România

Academia Oamenilor de Știință din România (AOȘR) este o organizație din România, înființată ca for național de consacrare științifică.

## Prezentare
În Adunarea generală a Academiei Oamenilor de Știință din România din 15 februarie 2007 a fost adoptat Statutul Academiei Oamenilor de Știință din România.
În Monitorul Oficial nr. 457/6 iulie a fost publicată Hotărârea Guvernului nr. 641/2007 pentru aprobarea Statutului Academiei Oamenilor de Știință din România. De precizat că membrii Academiei nu pot purta titlul de academician. Acest titlu este purtat numai de membrii titulari ai Academiei Române.
Conform Legii, instituția este continuatorul și unicul legatar al Academiei de Științe din România (1935-1948) și al Asociației Oamenilor de Știință din România, înființată în 1956.

## Secții de specialitate
AOȘR este organizată pe 13 secții științifice de specialitate, respectiv: 
- secția de științe matematice
- secția de științe fizice
- secția de științe chimice
- secția de științe biologice
- secția de științe geonomice
- secția de științe tehnice
- secția de științe agricole, silvice și medicină veterinară
- secția de științe medicale
- secția de științe economice, juridice și sociologice
- secția de filozofie, teologie și psihologie
- secția de științe istorice si arheologice
- secția de știința și tehnologia informației.

AOȘR a devenit instituție bugetară, printr-o lege semnată de președintele României, Traian Băsescu..
În baza acestei legi, AOȘR devenea o instituție de interes public, cu personalitate juridică de drept public, autonomă, al cărui conducător este ordonator principal de credite. Principalele sale atribuții fiind conceperea, promovarea, dezvoltarea, sprijinirea și protejarea științei sub toate formele, acțiunile și metodele directe, indirecte sau adiacente, inclusiv fundamentarea și întocmirea documentației în vederea recomandării membrilor săi titulari pentru a deveni candidați la titlul de membru al Academiei Române.
Deoarece Traian Băsescu i-a asigurat Academiei un sediu, în perioada în care era primar, și pentru că a semnat legea prin care AOȘR a devenit instituție bugetară, aceasta l-a propus să devină membru de onoare al Academiei Oamenilor de Știință din România, propunere votată în unanimitate în cadrul Adunării Generale a membrilor Academiei (AOȘR). În urma comentariilor negative din presă, Administrația Prezidențială a emis un comunicat prin care anunța că Inițiativa celor de la Academia Oamenilor de Știință din România de a-l numi pe șeful statului membru de onoare "nu a primit acordul Președintelui sau al instituției prezidențiale", deoarece "Președintele Traian Băsescu consideră că acordarea unui sediu și promulgarea unei legi sunt obligații de serviciu care nu trebuie răsplătite cu titluri academice". 
În anul 2010, prin OUG nr. 79 a fost suspendată alocația bugetară de la bugetul de stat a Academiei Oamenilor de Știință, aceasta urmând să se autofinanțeze: „Art. 20. (1) Finanțarea activității AOȘR și a unităților din subordine se asigură din venituri proprii.”
AOȘR a înființat filiale, biblioteci, o editură, 13 reviste - Anale - pe secții (matematică, fizică, biologie, chimie, geonomie, tehnice, agricole, medicale, economice, psihologice, istorie, informatică, militare) și o fundație cu titulatura „Scientica”.

## Protest
La 18 aprilie 2016, Academia Română a dat publicității un comunicat de presă în care se referă la următoarele: 
…apariția unui nou proiect de lege inițiat de un număr de parlamentari (42) privind transformarea „Academiei Oamenilor de Știință din România” în „Academia de Științe din România” este o tentativă de constituire a unei alternative la instituția noastră, de subminare a semnificației naționale a Academiei Române. De aceea am luat act cu indignare și profundă îngrijorare de această inițiativă legislativă, în baza căreia actuala Academie a Oamenilor de Știință dorește să-și însușească denumirea deținută de o instituție în perioada 1935-1948 — „Academia de Științe din România” cu care nu a avut nicio legătură. Nu e doar o simplă schimbare de nume, ci mult mai mult: dreptul membrilor ei de a purta titlul de academician, de a fi încadrată financiar printre instituțiile de importanță națională etc.
Modificările propuse prin proiectul depus la Senat sunt următoarele:
- Academia Oamenilor de Știință își schimbă denumirea în Academia de Științe
- membrii ei vor avea un “spor de importanță națională” și eliminarea interdicției de a purta titlul de academician.
- Personalul din aparatul propriu va beneficia de un spor de importanță națională, la fel ca cel aplicat Academiei Române și Institutului Cultural Român
- Se elimină alineatul 3 de la art. 13, care prevede că membrii prezidiului AOSR cu funcție de bază în cadrul AOSR în perioada mandatului nu pot exercita funcții de conducere în afara AOSR
- Finanțarea se asigură din fonduri proprii și subvenții de la buget. În anul 2016, fondurile vor veni exclusiv de la buget
- Proiectul abrogă articolul care nu permite ca membrii ASR să poarte titlul de academicieni
- ASR va avea dreptul de a organiza cursuri de calificare profesională sau posibilitatea de a elabora acte normative din domeniul său de activitate.

Universitatea „Alexandru Ioan Cuza” din Iași, în calitate de cea mai veche instituție de învățământ superior modern din România, s-a alăturat eforturilor Academiei Române de a convinge factorul politic de lipsa de oportunitate și efectele negative pe care le poate avea o astfel de inițiativă legislativă.